# Joelma (cantora)
Joelma Giro Montanaro (nascida em 19 de setembro de 1944, em Cachoeiro de Itapemirim, Espírito Santo) é uma cantora brasileira de música popular romântica, conhecida nacionalmente nas décadas de 1960 e 1970. Filha de Gabriel Giro e Zulmira Fioretti, Joelma é a caçula de sete irmãos. Sua família mudou-se para Duque de Caxias, no estado do Rio de Janeiro, quando ela ainda era bebê. Aos seis anos, demonstrou talento musical ao cantar a canção “Violão”, de Onéssimo Gomes. Aos 12 anos, já era cantora mirim na Rádio Difusora de Caxias, com dois programas semanais, vencendo todos os concursos locais e tornando-se hors concours. Em uma apresentação na cidade, foi ouvida por Emilinha Borba, que a convidou a cantar na Rádio Nacional. Lá, participou de programas como Papel Carbono, com Renato Murce, Absolvido ou Condenado, com Paulo Gracindo, e o programa de calouros de Ary Barroso, usando o nome artístico Linda Maria. Em 1962, foi levada por Alberto Soares para gravar na Chantecler, lançando em 1963 o seu primeiro disco, “Incompreendida”. Em 1965, alcançou grande sucesso com a música “Não diga nada”, versão de “Don’t Make Me Over”, o que a levou a mudar-se para São Paulo e se apresentar em programas de TV de grande audiência. Nos anos seguintes, Joelma lançou vários discos e emplacou sucessos como “Perdidamente te amarei” (1966), “Aqueles tempos” (1968), “Só para mim” (1971), “Fale amorosamente” (1972), “Pombinha branca” (1976) e “Voltarei, voltarás”. Lançou LPs como “Joelma” (1966), “Joelma, Muito Mais” (1968) e “Casatschok” (1969), consolidando sua carreira nacional. Em 1972, casou-se com João Carlos Montanaro, guitarrista da banda Os Moscas, com quem teve três filhos: Ivy, Vito e Vivian Montanaro. Paralelamente à carreira musical, Joelma trabalhou nas rádios Mulher e Diário do Grande ABC como apresentadora. Desde os anos 1980, atua como diretora de arrecadação na SOCINPRO (Sociedade Brasileira de Administração e Proteção de Direitos Autorais), onde é reconhecida por sua dedicação à defesa dos direitos dos músicos. Em 1999, lançou o CD independente “Joelmah”. Ao longo da carreira, gravou com nomes como o Padre Zezinho e participou de programas como “Rei Majestade” (2006), onde recebeu a maior votação do auditório entre mais de 150 artistas. Participou também da trilha sonora da novela “Simplesmente Maria”, do SBT, com a música “Sem você”. Joelma tem uma discografia com 29 compactos simples, 16 compactos duplos, 11 LPs e 7 coletâneas. Atualmente, reside em São Bernardo do Campo, São Paulo, onde continua envolvida com a música e os direitos autorais, celebrando mais de 60 anos de carreira. (Biografia Elaborada Por Kevin Ferrete Caires)